# Radikal 69
Radikal 69 mit der Bedeutung „Axt, Pfund“ ist eines von den 34 traditionellen Radikalen der chinesischen Schrift, die aus vier Strichen bestehen. In Mathews’ Chinese-English Dictionary kommt es nur sehr selten vor.
Das Piktogramm zeigt eine Axt, doch eigentlich handelt es sich um ein Gewichtsmaß. Früher hatte das Gewicht an den chinesischen Laufgewichtswaagen nämlich die Form einer Axt.
Als Sinnträger im zusammengesetzten Zeichen stellt 斤 diese in das Bedeutungsfeld Axt wie in 斧 (= Axt), wo 斤 als Sinn und 父 als Lautträger fungiert. Die linke Komponente des Zeichens 断 (= brechen) ist aus 绝 (= abbrechen) entstanden, die Axt rechts dient als Sinnträger.
斯 (dieser, diese, dieses) bedeutete zunächst trennen, daher die Axt.
析 (spalten, trennen) setzt sich aus der Axt 斤 und dem Baum 木 zusammen. Heute findet es sich in der Kombination 分析 (= analysieren).
所 (= Platz, Stelle) besteht aus 户 (= Tür) und der Axt. Die Aussage dieser Kombination war: Mit einer Axt eine Tür zerschlagen (= eine Entscheidung treffen). Erst später nahm 所 seine heutige Bedeutung an.

## Schriftzeichenverbindungen, die vom Radikal 69 regiert werden
| Striche | Zeichen     |
| ------- | ----------- |
| +0      | 斤          |
| +01     | 斥          |
| +04     | 斦 斧 斨 斩 |
| +05     | 斪 斫       |
| +07     | 斬 断       |
| +08     | 斮 斯       |
| +09     | 新 斱       |
| +10     | 斲          |
| +11     | 斳          |
| +12     | 斴          |
| +13     | 斵 斶       |
| +14     | 斷          |
| +21     | 斸          |

 Im Unicodeblock Kangxi-Radikale ist das Radikal 69 unter der Codepointnummer 12.100 (U+2F44) codiert.